# 제1연계선
제1연계선 또는 해남-제주 HVDC는 해남군과 제주시를 잇는 초고압직류송전(HVDC)선이다.

## 같이 보기
- 제2연계선
- 제3연계선